# La Sgambeda
La Sgambeda ist ein Skimarathon in Italien mit Start und Ziel in Livigno in der Region Lombardei. Die Veranstaltung wird jährlich im Dezember durchgeführt. Es werden Läufe in freier Lauftechnik über 42 km und 22,5 km und ein Lauf in klassischer Technik über 35 km ausgetragen. Die Strecken verlaufen in einer Höhe von 1800 bis 2100 m ü. NN. Die erste Auflage von La Sgambeda fand 1990 statt.
Der 42-km-Lauf in freier Technik zählte von 2003 bis 2014 für den Worldloppet Cup der FIS. Das Rennen über die 35 km in klassischer Technik wurde von 2014 bis 2019 in der Laufserie Ski Classics gewertet. 2014 und 2015 wurde im Rahmen von La Sgambeda der Prolog zur Wettkampfserie Ski Classics über 15 km in klassischer Technik ausgetragen, wofür nur die Mitglieder der professionellen Teams startberechtigt waren.

## Siegerliste

### Freie Technik
| Jahr | Länge                                      | Sieger                                     | Zeit (h)                                   | Siegerin                                   | Zeit (h)                                   |
| ---- | ------------------------------------------ | ------------------------------------------ | ------------------------------------------ | ------------------------------------------ | ------------------------------------------ |
| 2024 | 30 km                                      | Denis Wolotka                              | 1:03:29                                    | Justyna Kowalczyk -3-                      | 1:09:22                                    |
| 2023 | 30 km                                      | Gérard Agnellet                            | 1:06:06                                    | Justyna Kowalczyk -2-                      | 1:14:12                                    |
| 2022 | 30 km                                      | Patrick Klettenhammer                      | 1:18:54                                    | Justyna Kowalczyk                          | 1:25:59                                    |
| 2021 | 30 km                                      | Mikael Abram                               | 1:12:46                                    | Frida Erkers                               | 1:20:15                                    |
| 2020 | wegen der COVID-19-Pandemie ausgefallen    | wegen der COVID-19-Pandemie ausgefallen    | wegen der COVID-19-Pandemie ausgefallen    | wegen der COVID-19-Pandemie ausgefallen    | wegen der COVID-19-Pandemie ausgefallen    |
| 2019 | 30 km                                      | Renaud Jay                                 | 1:06:18                                    | Céline Chopard Lallier                     | 1:16:18                                    |
| 2018 | 30 km                                      | Anders Gløersen                            | 1:08:47                                    | Anna Haag                                  | 1:17:40                                    |
| 2017 | nicht ausgetragen (nur klassische Technik) | nicht ausgetragen (nur klassische Technik) | nicht ausgetragen (nur klassische Technik) | nicht ausgetragen (nur klassische Technik) | nicht ausgetragen (nur klassische Technik) |
| 2016 | nicht ausgetragen (nur klassische Technik) | nicht ausgetragen (nur klassische Technik) | nicht ausgetragen (nur klassische Technik) | nicht ausgetragen (nur klassische Technik) | nicht ausgetragen (nur klassische Technik) |
| 2015 | nicht ausgetragen (nur klassische Technik) | nicht ausgetragen (nur klassische Technik) | nicht ausgetragen (nur klassische Technik) | nicht ausgetragen (nur klassische Technik) | nicht ausgetragen (nur klassische Technik) |
| 2014 | 42 km                                      | Benoît Chauvet                             |                                            | Riitta-Liisa Roponen -3-                   |                                            |
| 2013 | 42 km                                      | Petter Northug -2-                         |                                            | Riitta-Liisa Roponen -2-                   |                                            |
| 2012 | 42 km                                      | Petter Northug                             |                                            | Riitta-Liisa Roponen                       |                                            |
| 2011 | wegen Schneemangels abgesagt               | wegen Schneemangels abgesagt               | wegen Schneemangels abgesagt               | wegen Schneemangels abgesagt               | wegen Schneemangels abgesagt               |
| 2010 | 42 km                                      | Fabio Santus                               |                                            | Walentyna Schewtschenko -2-                |                                            |
| 2009 | 42 km                                      | Sergei Schirjajew                          |                                            | Walentyna Schewtschenko                    |                                            |
| 2008 | 40 km                                      | Marco Cattaneo                             |                                            | Sabina Valbusa                             |                                            |
| 2007 | 42 km                                      | Jerry Ahrlin -2-                           |                                            | Tatjana Jambajewa                          |                                            |
| 2006 | 42 km                                      | Jerry Ahrlin                               |                                            | Lara Peyrot -3-                            |                                            |
| 2005 | 42 km                                      | Biagio di Santo Tullio Grandelis           |                                            | Cristina Paluselli                         |                                            |
| 2004 | 42 km                                      | Gianantonio Zanetel                        |                                            | Lara Peyrot -2-                            |                                            |
| 2003 | 42 km                                      | Roberto De Zolt -2-                        |                                            | Lara Peyrot                                |                                            |
| 2002 | 35 km                                      | Maurizio Pozzi -2-                         |                                            | Antonella Confortola                       |                                            |
| 2001 | wegen Schneemangels abgesagt               | wegen Schneemangels abgesagt               | wegen Schneemangels abgesagt               | wegen Schneemangels abgesagt               | wegen Schneemangels abgesagt               |
| 2000 | 40 km                                      | Roberto De Zolt                            |                                            | Michela Benzoni -2-                        |                                            |
| 1999 | 32 km                                      | Fabio Giacomel                             |                                            | Michela Benzoni                            |                                            |
| 1998 | 32 km                                      | Johann Mühlegg -2-                         |                                            | Guidina Dal Sasso -2-                      |                                            |
| 1997 | 42 km                                      | Johann Mühlegg                             |                                            | Maria Canins                               |                                            |
| 1996 | 39,5 km                                    | Michail Botwinow                           |                                            | Gudrun Pflüger                             |                                            |
| 1995 | 32 km                                      | Silvano Barco -2-                          |                                            | Roberta Tarter                             |                                            |
| 1994 | 35 km                                      | Silvano Barco                              |                                            | Karin Moroder                              |                                            |
| 1993 | 35 km                                      | Maurizio Pozzi                             |                                            | Edy Guala                                  |                                            |
| 1992 | 35 km                                      | Gaudenzio Godioz                           |                                            | Dolores Rupp                               |                                            |
| 1991 | 34 km                                      | Luciano Fontana                            |                                            | Dorota Dziadkowiec                         |                                            |
| 1990 | 42,2 km                                    | Maurilio De Zolt                           |                                            | Guidina Dal Sasso                          |                                            |

Quelle: 

### Klassische Technik
| Jahr | Länge                        | Sieger                       | Zeit (h)                     | Siegerin                     | Zeit (h)                     |
| ---- | ---------------------------- | ---------------------------- | ---------------------------- | ---------------------------- | ---------------------------- |
| 2019 | 35 km                        | Emil Persson                 | 1:27:35                      | Britta Johansson Norgren -4- | 1:41:33                      |
| 2018 | 28 km                        | Øystein Pettersen            | 1:07:03                      | Britta Johansson Norgren -3- | 1:18:27                      |
| 2017 | 35 km                        | Andreas Nygaard              | 1:20:41                      | Britta Johansson Norgren -2- | 1:34:39                      |
| 2016 | 30 km                        | Tord Asle Gjerdalen          | 1:09:59                      | Britta Johansson Norgren     | 1:23:25                      |
| 2015 | 24 km                        | John Kristian Dahl -2-       | 0:53:15                      | Kateřina Smutná              | 1:01:47                      |
| 2014 | 35 km                        | Anders Aukland               | 1:21:20                      | Seraina Boner                | 1:35:06                      |
| 2013 | 21 km                        | John Kristian Dahl           | 0:49:47                      | Julija Tichonowa             | 0:56:35                      |
| 2012 | 21 km                        | Daniel Rickardsson           | 0:58:26                      | Emma Wikén                   | 1:04:52                      |
| 2011 | wegen Schneemangels abgesagt | wegen Schneemangels abgesagt | wegen Schneemangels abgesagt | wegen Schneemangels abgesagt | wegen Schneemangels abgesagt |
| 2010 | 21 km                        | Stanislav Řezáč              | 0:53:34                      | Natalja Sernowa -2-          | 1:03:36                      |
| 2009 | 21 km                        | Viktor Novotny               | 0:57:21                      | Natalja Sernowa              | 1:04:29                      |

Quellen: 